# Barjouville
Barjouville ist eine französische Gemeinde mit 1.755 Einwohnern (Stand: 1. Januar 2022) im Département Eure-et-Loir in der Region Centre-Val de Loire; sie gehört zum Arrondissement Chartres und zum Kanton Lucé.

## Geographie
Barjouville liegt etwa drei Kilometer südlich von Chartres an der Eure. Umgeben wird Barjouville von den Nachbargemeinden Luisant im Norden, Le Coudray im Nordosten, Morancez im Osten und Südosten, Ver-lès-Chartres im Süden, Thivars im Südwesten sowie Fontenay-sur-Eure im Westen und Südwesten.

## Demographie
| Jahr                       | 1962 | 1968 | 1975 | 1982 | 1990 | 1999 | 2006 | 2018 |
| Einwohner                  | 240  | 354  | 697  | 975  | 1306 | 1393 | 1585 | 1710 |
| Quellen: Cassini und INSEE |      |      |      |      |      |      |      |      |

## Sehenswürdigkeiten
- Kirche Saint-Jacques aus dem 12. Jahrhundert
- Schloss Barjouville, seit 1994 Monument historique

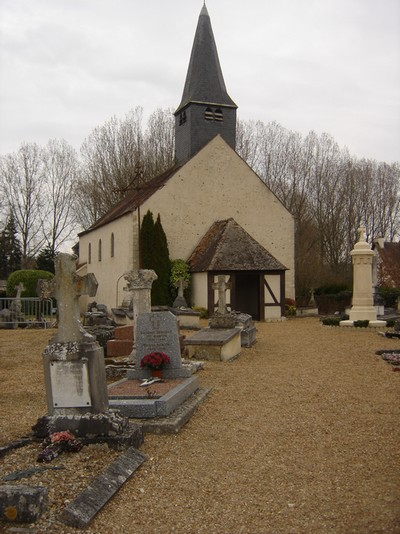
Kirche Saint-Jacques
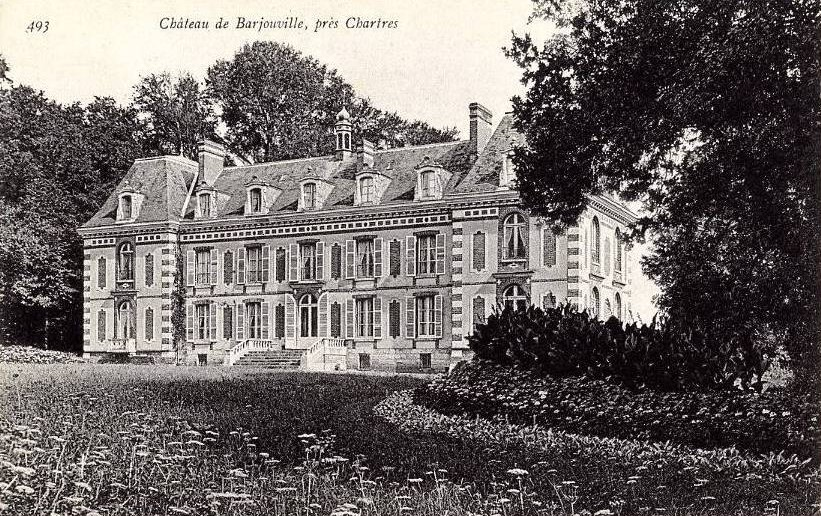
Schloss Barjouville